# Schloss Marquette

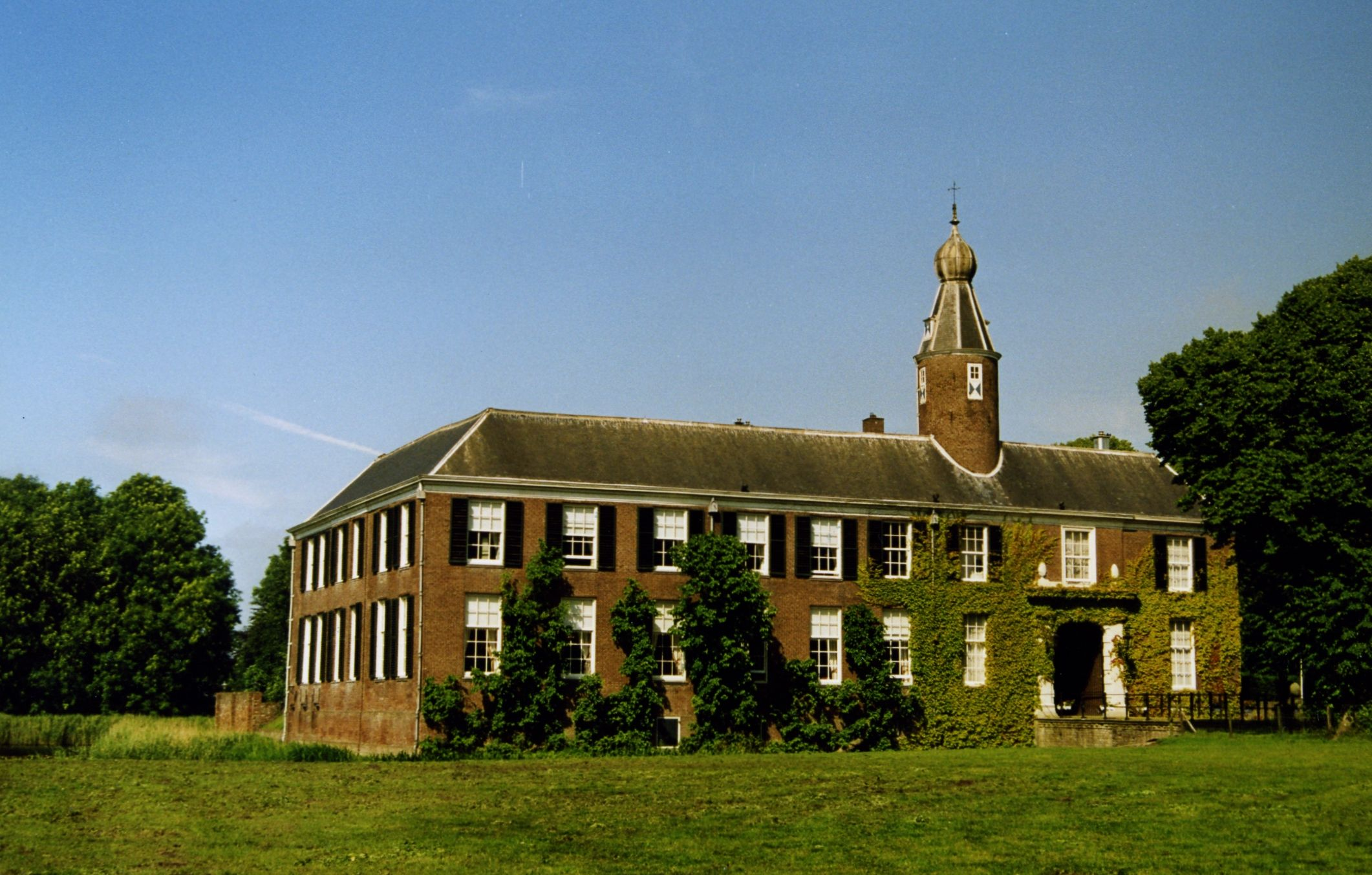
Schloss Marquette 2010

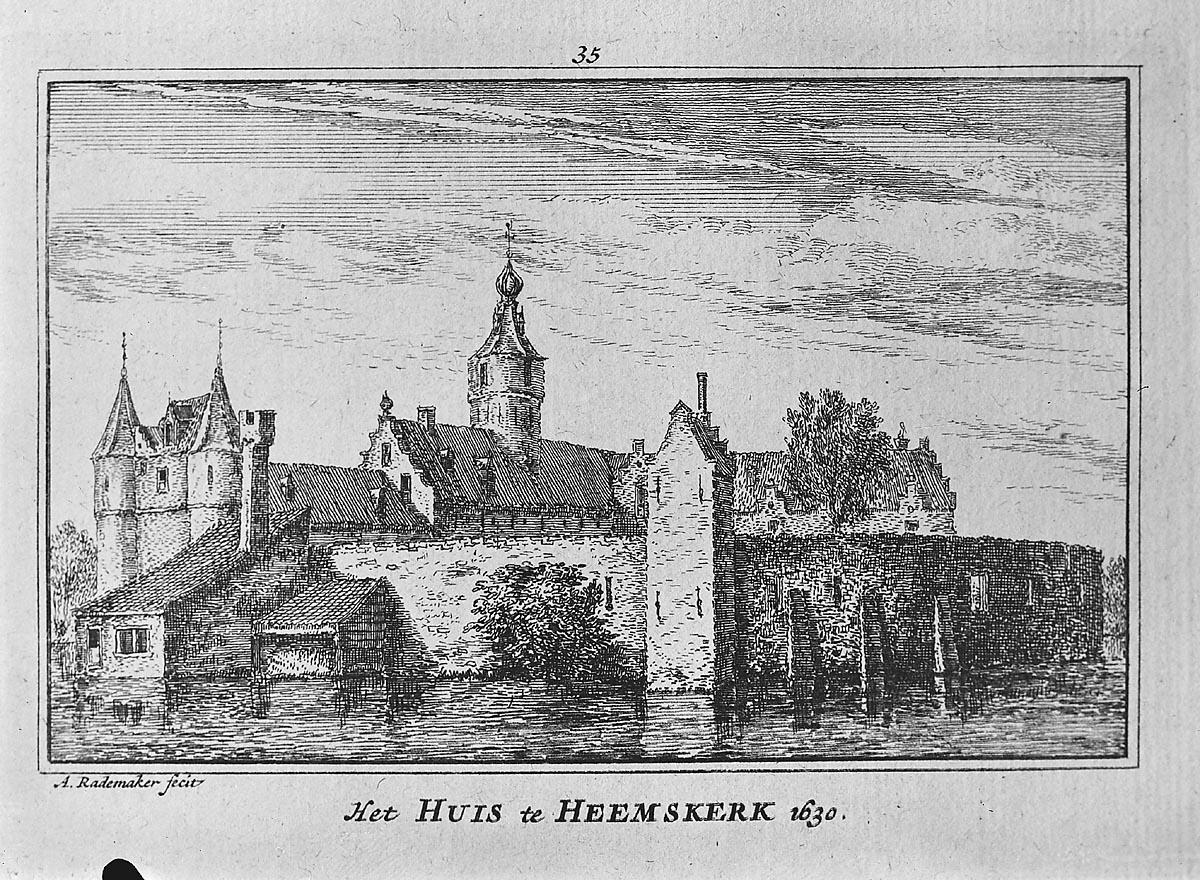
Um 1630

Das Schloss Marquette (niederländisch Kasteel Marquette) befindet sich in Heemskerk in der niederländischen Provinz Nordholland.

## Schloss Heemskerk
Das Haus zu Heemskerk stammt aus der Mitte des 13. Jahrhunderts und war ein Teil der Befestigungslinie gegen die Westfriesen. Es wurde von den Herren von Heemskerk bewohnt, die Herrschaft und Gerichtsbarkeit in den Lehen Heemskerk und Castricum ausübten.
Die Herren von Heemskerk kamen regelmäßig mit den benachbarten Herren und der Bauerschaft in Streit. Im Jahr 1358 wurde das Schloss Heemskerk durch Dirk van Polanden belagert. Nach elf Wochen musste Wouter van Heemskerk kapitulieren. Im Jahr 1380 bekam die Familie das Schloss zurück, aber ohne die feudalen Rechte. Im Jahr 1426 wurde das Schloss von Kennemerer Bauern unter Leitung von Willem Nagel geplündert. Im 15. Jahrhundert kam das Gut in den Besitz von den Herren van Assendelft.

## Schloss Marquette
Im Jahr 1610 kam das Schloss durch Erwerb in den Besitz von Daniël de Hertaing, Herr von Marquette, der 1613 die Genehmigung von den Generalstaaten bekam, den Besitz in Marquette umzubenennen, dem Ortsnamen seiner Herkunft in der Grafschaft Hennegau.